# Alexius Meinong
Alexius Meinong Ritter von Handschuchsheim (17. julij 1853 – 27. november 1920 je bil avstrijski filozof in realist, znan po svoji edinstveni ontologiji. Prispeval je tudi k filozofiji uma in teoriji vrednosti. 
Čeprav je bil Meinong zvest Avstrijec, je večkrat poudarjal tudi, da je Nemec, saj so njegovi predniki živeli v Nemčiji. Sam se je zato pridružil političnim organizacijam nemških nacionalistov. Njegov oče je bil avstrijski general.
Zelo rad se je posvečal glasbi. Izvajal je komorno glasbo na klavir in violino, bil pa je tudi amaterski skladatelj. 
Meinong je trpel z delno slepoto, ki jo je skušal prekrivati, kmalu pa se je ta tako poslabšala, da sam ni zmogel več prebirati literature. Vseeno pa skupaj z njegovo ambicijo in vztrajnostjo to zanj še vseeno ni bila prevelika ovira. Do njegovega uspeha pa je pripomoglo tudi dobro organizirano družinsko življenje, za katero gre zahvala njegovi ženi Doris. 
Čeprav je bil Meinong rimokatoličan, je njegovo zgodnje delo že pokazalo kritičen in distanciran odnos do katoliške cerkve. Zagovarjal je ločitev verskih zadev od ostalih in kritiziral versko izobraževanje v srednjih šolah, češ da to omejuje svobodo mišljenja. 
Po študiju pod vodstvom filozofskega psihologa Franca Brentana od leta 1875 do leta 1878 na Dunaju, se je pridružil filozofski fakulteti Univerze v Gradcu, kjer je od leta 1889 do smrti ostal kot profesor. Z Brentanom je pomagal pri promociji avstrijske šole vrednot, vendar je sčasoma nasprotoval stališčem Brentana o epistemologiji.
Ključno vlogo pri razumevanju raziskave Meinonga in njegovih učnih dejavnosti igra njegova prva knjiga o filozofski znanosti in Propedevtika (1885). Ta knjiga je bila prvotno napisana z namenom kritiziranja navodil, ki jih je izdalo ministrstvo za kulturo in poučevanje. To navodilo je bilo zmanjšanje časa srednješolskega poučevanja v filozofski prospekti [philosophisch-propädeutischer Unterricht], tj. psihologiji, logiki in filozofiji. Toda knjigo lahko beremo tudi kot programski esej o Meinongovih pogledih na filozofijo in psihologijo. Ta pojasnjuje, da je psihologija temeljna subdisciplina filozofije ter da je pedagoško psihologijo treba potrditi z izvajanjem poskusov, ki pripeljejo do končnih rezultatov in sprejetih teorij. Poleg tega, se negotovost na področju znanja ne sme obravnavati kot ovira, temveč kot izziv in priložnost za napredek. Zaradi tega praktično usmerjenega pogleda na filozofijo in znanost je Meinong predlagal ustanovitev tako psihološkega laboratorija kot filozofskega seminarja kot univerzitetnih institucij v Gradcu. Kot akademski filozof je dal priložnost, da bi si s svojimi učenci, prijatelji in sodelavci razpravljal o filozofskih zadevah.
Razpravljal je tudi o subjektivističnih teorijah gospodarske vrednosti avstrijskih ekonomistov Carla Mengerja in Friedricha von Wieserja, v svojih psihološko-etičnih raziskavah o teoriji vrednot (1894). Svoj subjektivistični pristop je razširil in poleg ekonomskih vrednot so zdaj v ospredje prišle tudi ostale vrednote.
Leta 1894 je tudi podrobno razvil svojo idejo, da etiko v celoti določa razlikovalni učinek vredno-nevredno [Wert-Unwert]. V filmu On Emotional Presentation (1917) in drugih kasnejših del v teoriji vrednot (1912, 1923) je prevzel objektivističen pogled in združil psihološko analizo vrednot s svojo teorijo predmetov. Zagovarjal je, da je treba vrednote in norme obravnavati kot ločene, posebne vrste pojmov. Poleg tega pa da ne obstaja samo osebna vrednota ampak tudi neosebna. 
Čeprav Meinong ni bil filozofski sistemski mislec, je postopoma razvil filozofski sistem, ki je vključeval glavne discipline. V središču je ta sistem imel njegovo teorijo predmetov, po kateri je zaslovel. Meinongova terminologija, število njegovih idej in domnevnih predmetov se je nenehno večalo, pa čeprav je pri tem prišlo do sprememb nekaterih njegovih stališč. 
V svoji avtobiografiji izda, da še ni našel natančne formule filozofije, vendar pa je prišel do nekaterih zelo pomembnih ugotovitev: filozofija naj ne bi bila samo samostojna znanost, temveč skupek znanosti, ki drži skupaj z dejstvom, da gre vse to za duševne pojave. Meni tudi, da se vse, kar se lahko doživi, obravnava filozofsko. Zaradi tega psihologija postane temeljna disciplina teh filozofskih mišljenj. Meinong po svoji zasnovi teorije predmetov razume filozofijo kot najbolj univerzalno in temeljno znanost. Po njegovem mnenju je njegov obseg filozofije širši od metafizike, saj se metafizika ukvarja samo z obstoječimi stvarmi, s celotno realnostjo. Meinong pravi, da je metafizika določena s "predsodkom v korist dejanskega" in tako ne zajame vsega smisla. 

## Ontologija
Meinong je najbolj znan po svojem delu »Teorija o predmetih« (Über Gegenstandstheorie, 1904). Teorija temelji na domnevnem empiričnem opazovanju, da je mogoče razmišljati o nečem, na primer zlati gori, čeprav ta objekt ne obstaja. Ker lahko omenimo te stvari, morajo imeti nekakšno “bitje".
Meinong razlikuje "bitje" stvari, ki je lahko predmet domišljije ter "obstoj" stvari, ki ima vsebinski ontološki status. Meinong je imenoval takšne neobstoječe predmete kot "brezdomce", drugi pa so zaradi velikega števila in eksotične narave jih poimenovali "Meinongova džungla".

### Vrste predmetov
Meinong meni, da je mogoče predmete razdeliti v tri kategorije na podlagi njihovega ontološkega statusa.
Obstojnost ali dejanska realnost, ki označuje materialno in časovno bitje predmeta
- Trajnost (gla. bestehen), ki označuje bitje predmeta v ne-časovnem smislu.

- Absostenca, odsotnost oz. sposobnost dajanja (Gegebenheit, v nemščini uporablja es gibt, tj. "Obstaja", "je dana"), ki pomeni biti predmet, čeprav ta ne biva.

Nekateri predmeti lahko obstajajo (gore, ptice itd.); drugi načeloma ne morejo obstajati, kot so predmeti matematike (številke, izreke itd.). Nazadnje, tretji razred predmetov ne more obstati niti obstajati, t.i. nemogoči predmeti (npr. kvadratni krog, leseno železo itd.). To so predmeti, katerih obstoj je nemogoč. Absostenca, za razliko od obstoja in preživljanja, nima negacije; vse izgine.

## Vrednost in čustva

### Meinongova prvotna teorija – Vrednostni subjektivizem
Meinong se je zgledoval po Carl Mangerovi subjektivni interpretaciji vrednosti v ekonomiji. Ta pravi, da vrednost sama po sebi ne obstaja izven naše domišljije – vrednost je lastnost, ki sami damo nekemu predmetu. Meinong se je v to filozofijo bolj poglobil. Zanimal se je ne le za ekonomsko vrednost ampak vrednost na vseh področjih (etika, estetika, …). Osredotočil se je na to kakšno vlogo imajo čustva pri določanju vrednosti nekega predmeta. Verjame pa, da vrednost ni zgolj mentalna niti fizična lastnost. Vrednost lahko opredelimo kot odnos med objektom (tisto kar ima vrednosti) in med subjektom (za katero ima objekt vrednost). Vrednost ne obstaja brez subjekta in objekta. 

### Meinongova kasnejša teorija- Vrednostni objektivizem
Kasneje v življenju je Meinog spremenil svojo stališče in postal vrednostni objektivist. Vrednost ni več le sestavek odnosa med objektom in subjektom. 

## Knjige
- Meinong, A. (1885). Über philosophische Wissenschaft und ihre Propädeutik

- Meinong, A. (1894). Psychologisch-ethische Untersuchungen zur Werttheorie

- Meinong, A. (1902). Über Annahmen, 1st ed.

- Meinong, A., ed. (1904). Untersuchung zur Gegenstandstheorie und Psychologie

- Meinong, A. (1910). Über Annahmen, 2nd ed.

- Meinong, A. (1915). Über Möglichkeit und Wahrscheinlichkeit

- Meinong, A. (1917). Über emotionale Präsentation

### Knjige, ki vključujejo tudi druge avtorje
- Höfler, A. and Meinong, A. (1890). Philosophische Propädeutik. Erster Theil: Logik. F. Tempsky / G. Freytag, Vienna.

## Članki
- Meinong, A. (1877). "Hume Studien I. Zur Geschichte und Kritik des modernen Nominalismus" in

Sitzungsbereiche der phil.-hist. Classe der kais. Akademie der Wissenschaften, 78:185-260.
- Meinong, A. (1882). "Hume Studien II. Zur Relationstheorie" in Sitzungsbereiche der phil.-hist. Classe der kais. Akademie der Wissenschaften, 101:573–752.

- Meinong, A. (1891). "Zur psychologie der Komplexionen und Relationen" in Zeitschrift für Psychologie und Physiologie der Sinnesorgane, II:245–265.

- Meinong, A. (1899). "Über Gegenstände höherer Ordnung und deren Verhältniss zur inneren Wahrnehmung" in Zeitschrift für Psychologie und Physiologie der Sinnesorgane, 21, pp. 187–272.

## Dela prevedena v slovenščino
- Logar, C. 1974. Predmetna teorija: analiza in kritika filozofije Aleksija Meinonga = Über Gegenstandstheorie: Analyse und Kritik der Philosophie von Alexius Meinong. Ljubljana: Slovenska akademija znanosti in umetnosti.

- Mehle, A. 1998. Meinongova knjižnica v Ljubljani = Die Meinong-Bibliothek in Ljubljana. Ljubljana : Znanstveni inštitut Filozofske fakultete.

- Stanford Encyclopedia of Philosophy: Alexius Meinong. 2013. [internet.] [citirano: 27. 11. 2017.] Dostopno na naslovu: https://platI o.stanford.edu/entries/meinong